# Мужская сборная Бенина по баскетболу 3×3
Мужская сборная Бенина по баскетболу 3×3 представляет Бенин на международных соревнованиях по баскетболу 3×3. Управляющим органом является Федерация баскетбола Бенина (фр. Fédération Béninoise de Basketball, FBBB).
По состоянию на 16 сентября 2024, мужская сборная Бенина по баскетболу 3×3 занимает 41-е место в мировом рейтинге ФИБА мужских сборных по баскетболу 3×3.

## Результаты выступлений
| Турнир           | Золото | Серебро | Бронза | Всего |
| ---------------- | ------ | ------- | ------ | ----- |
| Чемпионат Африки | —      | —       | —      | '—    |
| Африканские игры | —      | —       | —      | '—    |
| Итого            | —      | —       | —      | —     |

### Чемпионат Африки
| Год          | Место          | Игры           | Победы         | Поражения      | Состав команды                                                                    |
| ------------ | -------------- | -------------- | -------------- | -------------- | --------------------------------------------------------------------------------- |
| Ломе 2017    | 7              | 3              | 1              | 2              | Romario Akpachi, Gnimansou Gérard Joël, Max Elvis Montcho, Romaric yemalin Quenum |
| Ломе 2018    | 12             | 2              | 0              | 2              | Romario Akpachi, Bernard Lougbegnon, Daniel Yabi, Toundé Yacoubou                 |
| Кампала 2019 | 10             | 2              | 0              | 2              | Kalim Adjado, Spéro Kaneho, Bernard Lougbegnon, Toundé Yacoubou                   |
| 2022         | не участвовали | не участвовали | не участвовали | не участвовали | не участвовали                                                                    |
| Каир 2023    | 5              | 5              | 3              | 2              | Fadilou Alassane, Tawadioun Baboni Mama, Monra Salim KORA Sero, Adeshokan Odou    |

### Африканские игры
| Год        | Место          | Игры           | Победы         | Поражения      | Состав команды                                                                              |
| ---------- | -------------- | -------------- | -------------- | -------------- | ------------------------------------------------------------------------------------------- |
| 2019       | не участвовали | не участвовали | не участвовали | не участвовали | не участвовали                                                                              |
| Аккра 2023 | 16             | 3              | 0              | 3              | Haky Adamou, Delpierro Sènan Jéocast Houngbo, Gédéon Jules Dohoungbo, Mora Lafia Zimé Nazif |